# Duperreya commixta
Duperreya commixta är en vindeväxtart som först beskrevs av Staples, och fick sitt nu gällande namn av Staples. Duperreya commixta ingår i släktet Duperreya och familjen vindeväxter. Inga underarter finns listade i Catalogue of Life.